# Monastère Saint-Jean-le-Théologien
Ne doit pas être confondu avec l'église Saint-Jean-le-Théologien à Athènes.
Le monastère Saint-Jean-le-Théologien (en grec moderne : Μονή Αγίου Ιωάννου του Θεολόγου / Moní Ayíou Ioánnou tou Theológou) est un monastère orthodoxe situé dans le village de Chora, sur l’île de Patmos en Grèce.
Fondé à la fin du XIe siècle par le moine Christodule Létrinos, qui avait reçu l'île de Patmos de l'empereur byzantin Alexis Commène, afin qu'y soit établi un monastère à la mémoire de l'apôtre Jean, qui aurait vécu dans l'île, où il aurait rédigé les textes qui lui sont attribués dans le Nouveau Testament. 
Le monastère est toujours en activité, et il dépend directement du patriarcat œcuménique de Constantinople, dont le drapeau est hissé partout sur l'île à côté des drapeaux grec et de l'Union européenne.
Il est classé au patrimoine mondial de l’UNESCO depuis 1999.

## Histoire

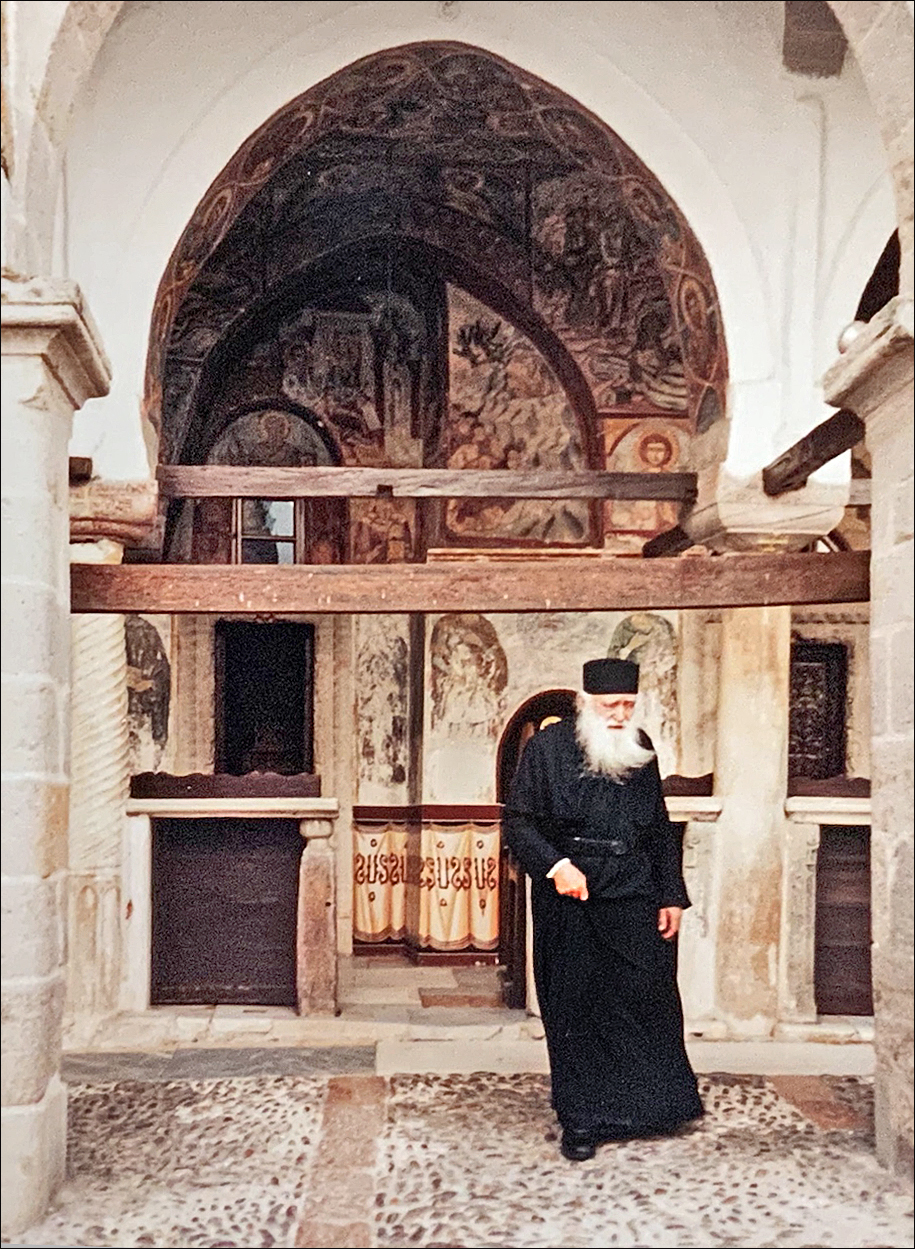
Vue de la cour intérieure du monastère.

Une des sources de l'histoire du monastère à l'époque médiévale est constituée par des archives et la vie de Léontios, économe puis higoumène du monastère. 
Le monastère a été fondé en 1088 par Christodoulos, auquel l'empereur Alexis Ier Commène avait fait don de l'île mais qui devra plus tard fuir une révolte des moines et se réfugier en Eubée où il mourra en 1093. En 1132, le monastère reçoit le statut impérial. Puis, en 1157, Léontios en devient l'higoumène, après en avoir été l'économe. Il défend les privilèges de l'institution face à l'empereur Manuel Ier Comnène.
Le monastère, qui a compté  jusqu'à 1 700 moines, en abrite une douzaine en 2025, mais son patrimoine foncier reste important puisque le couvent possède la majeure partie de Patmos, ainsi que des propriétés dans d'autres îles. Par ailleurs, il est à l'origine de la richesse de l'île, puisque le couvent fortifié bénéficia de nombreux privilèges. 
Sa bibliothèque est l'une des plus prestigieuses du monde byzantin. Elle rassemble 4 000 documents : parchemins, bulles patriarcales, manuscrits et livrés rares en grec, en latin, en araméen, ainsi que dans différentes langues slaves. Son accès reste essentiellement réservé aux spécialistes.

## Galerie

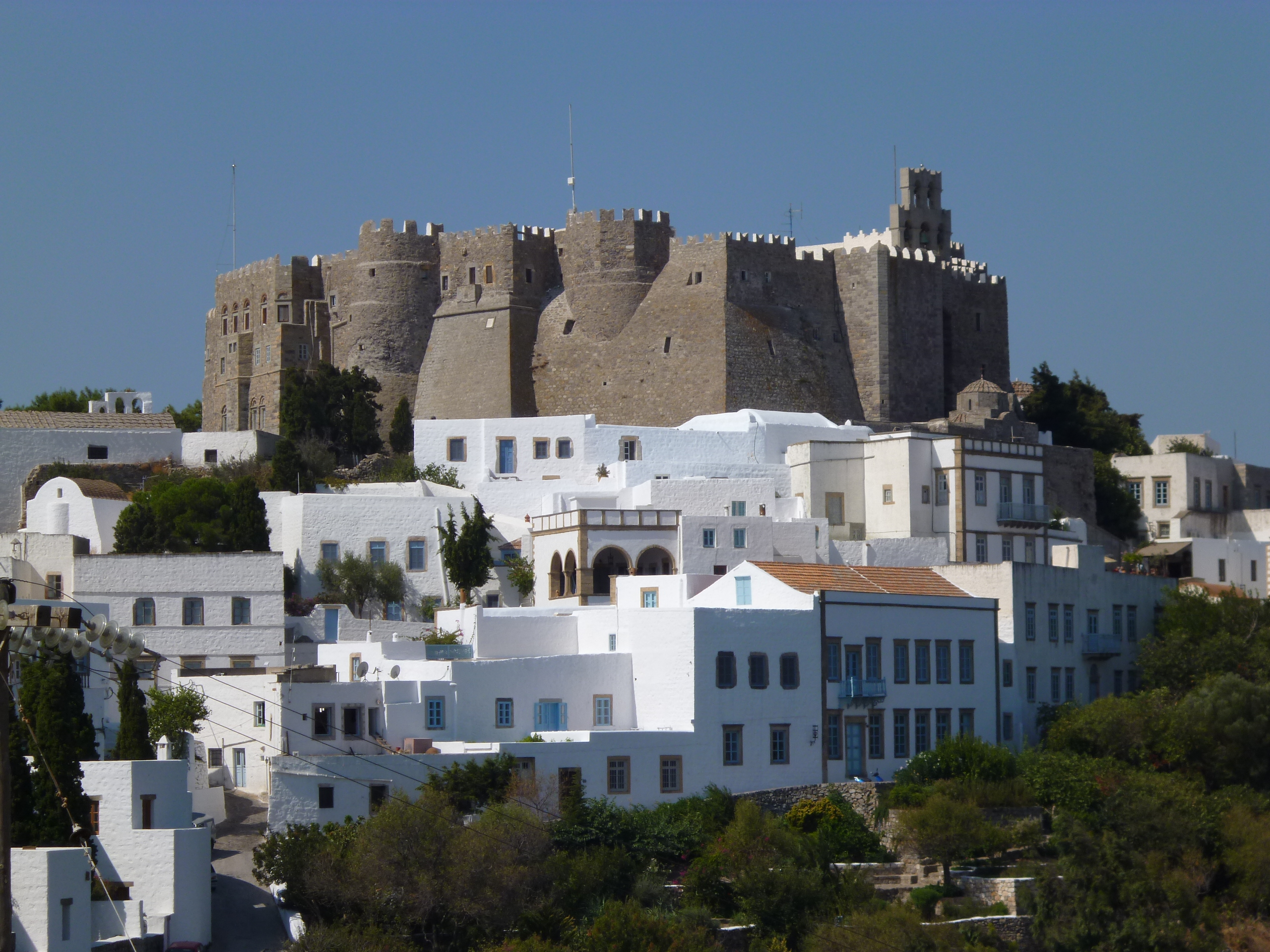
Vue du monastère et du village de Chora.
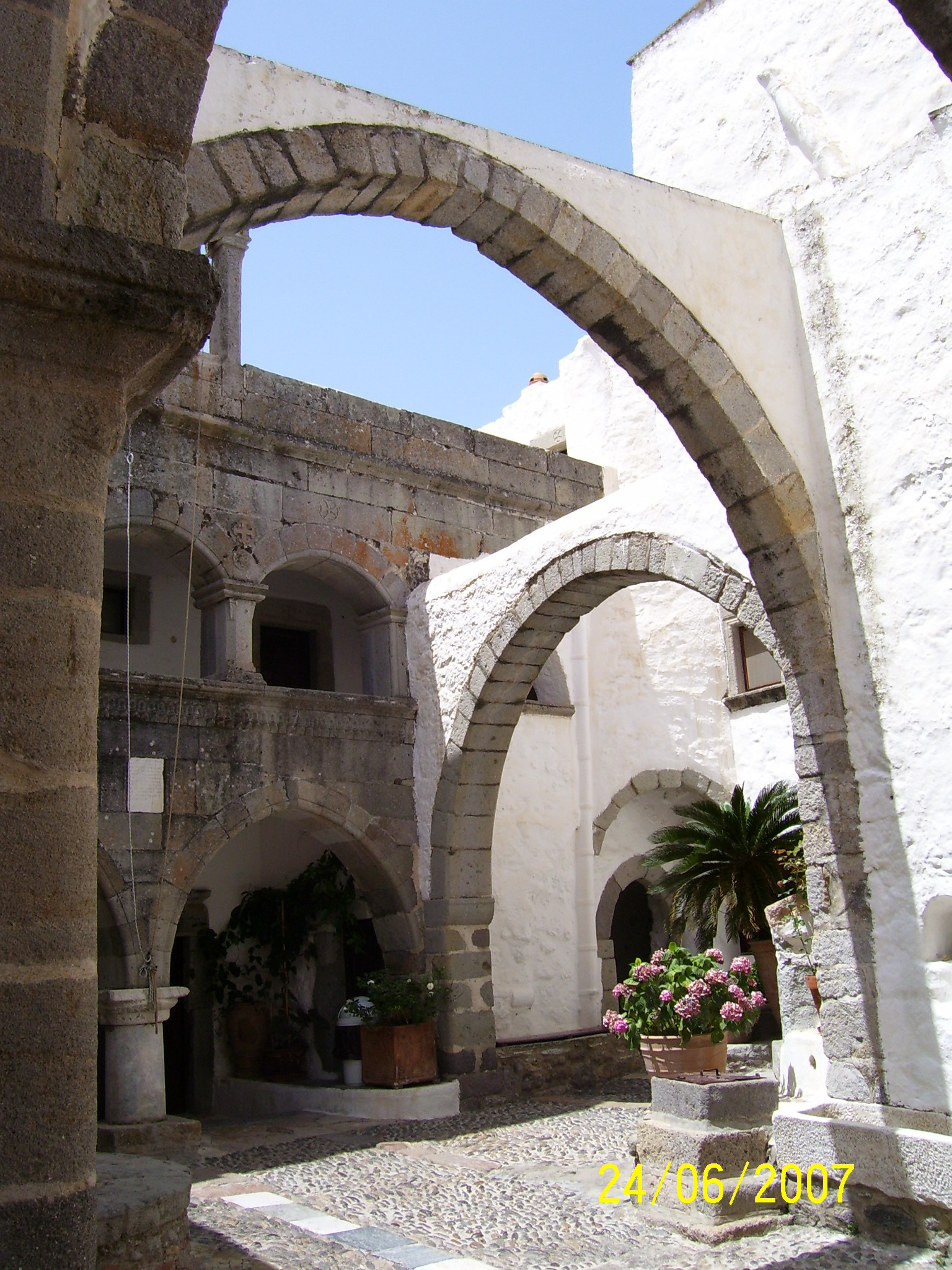
Cour centrale du monastère.
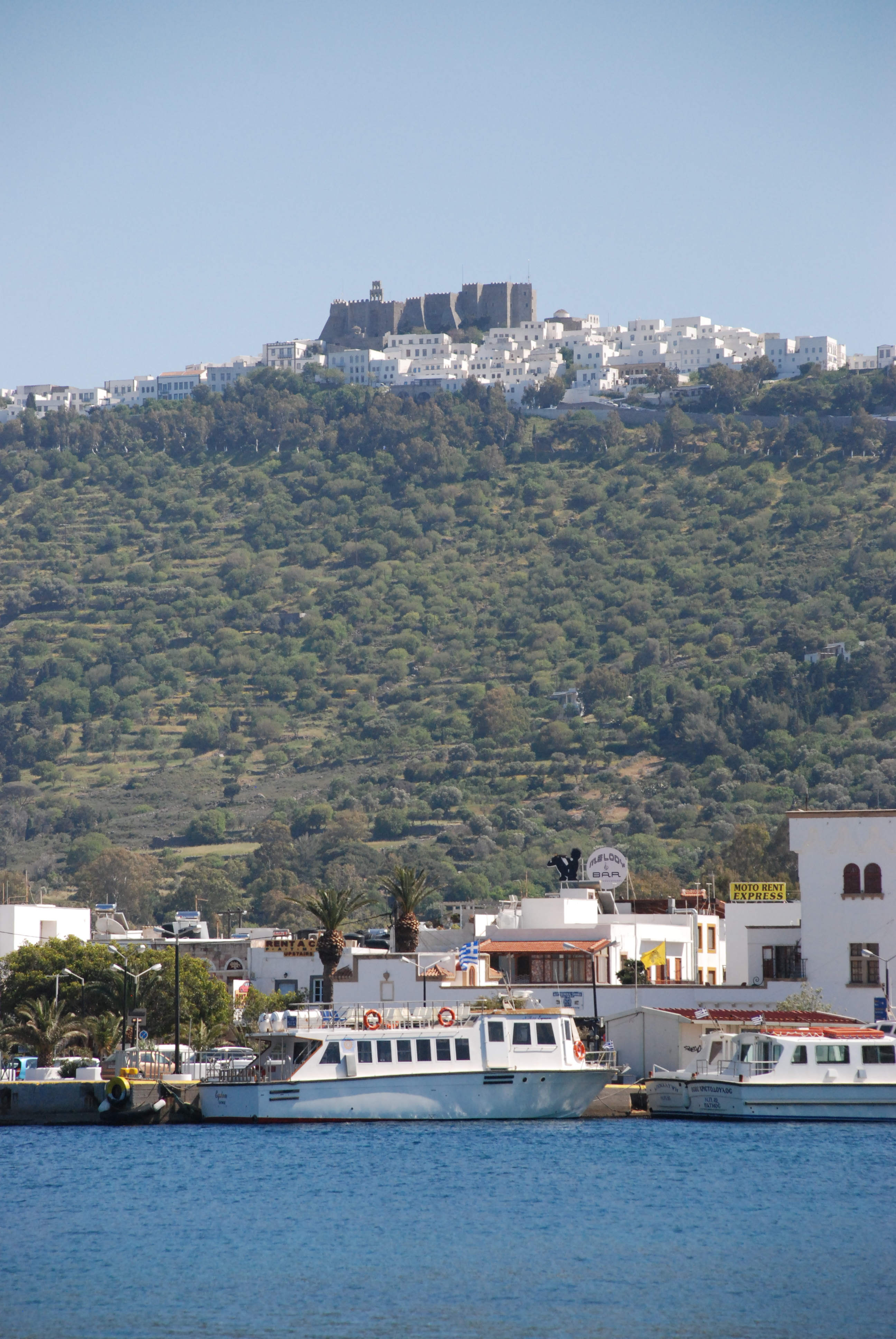
Vue, depuis Skala, du monastère surplombant le village de Chora.